# La Jonchère
La Jonchère ist eine französische Gemeinde mit 483 Einwohnern (Stand: 1. Januar 2022) im Département Vendée in der Region Pays de la Loire; sie gehört zum Arrondissement Les Sables d’Olonne und zum Kanton Mareuil-sur-Lay-Dissais (bis 2015: Kanton Moutiers-les-Mauxfaits). Die Einwohner werden Jonchérois genannt.

## Geographie
La Jonchère liegt etwa 26 Kilometer südlich von La Roche-sur-Yon und etwa 32 Kilometer ostsüdöstlich von Les Sables-d’Olonne. Umgeben wird La Jonchère von den Nachbargemeinden Le Givre im Norden, Saint-Cyr-en-Talmondais im Osten und Nordosten, Saint-Benoist-sur-Mer im Süden und Südosten, Angles im Süden sowie Le Bernard im Westen.

## Bevölkerungsentwicklung
| Jahr                      | 1962 | 1968 | 1975 | 1982 | 1990 | 1999 | 2006 | 2013 |
| Einwohner                 | 344  | 307  | 277  | 282  | 238  | 296  | 362  | 411  |
| Quelle: Cassini und INSEE |      |      |      |      |      |      |      |      |

## Sehenswürdigkeiten

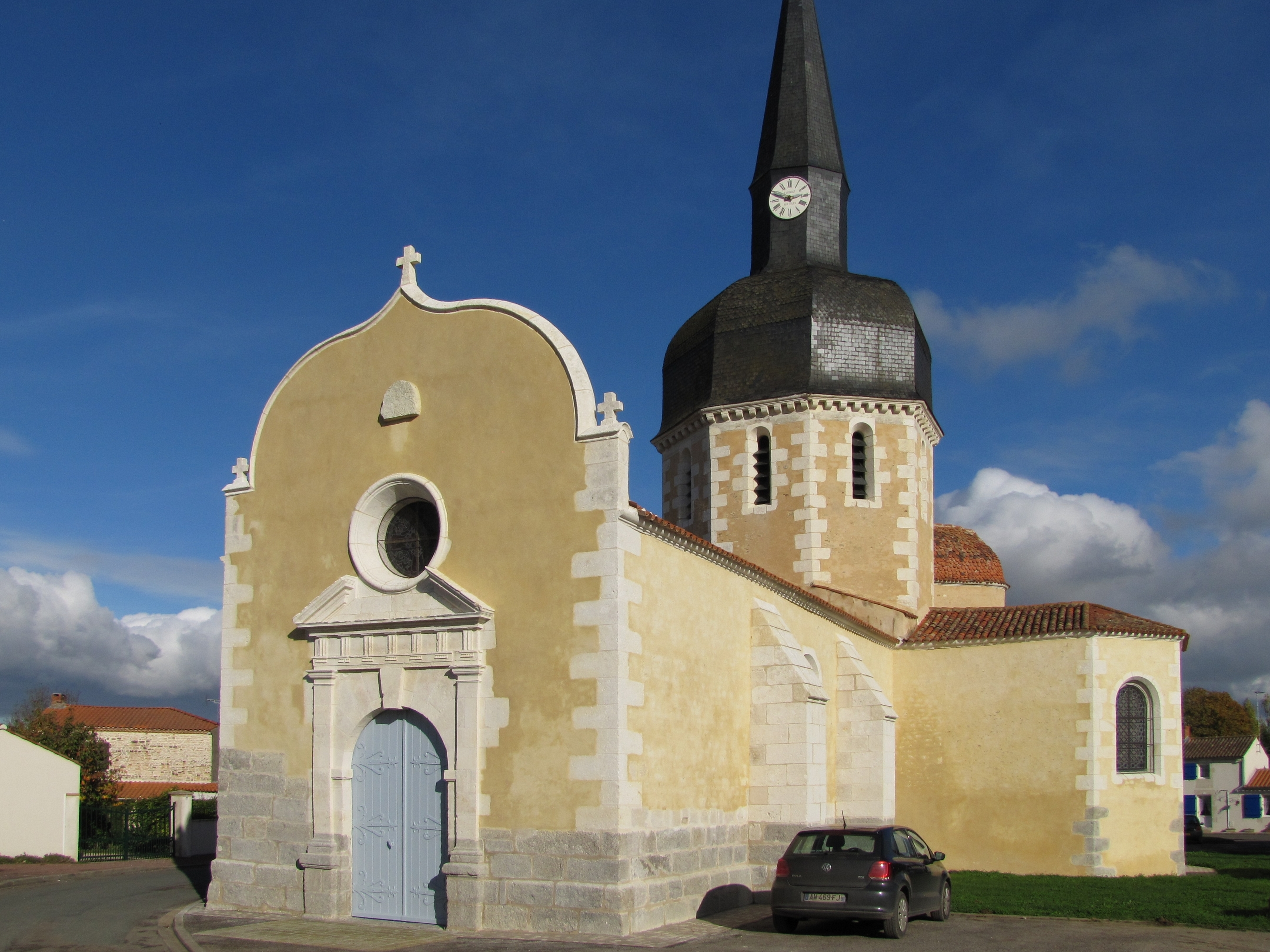
Kirche Saint-Martin

Siehe auch: Liste der Monuments historiques in La Jonchère
- Kirche Saint-Martin aus dem 17. Jahrhundert
- Großkreuz aus dem 17. Jahrhundert